# Orycteropus
Orycteropus este un gen de mamifere din familia Orycteropodidae din ordinul Tubulidentata. Genul există încă de la sfârșitul miocenului până acum, în holocen, în Africa.
Singura specie extantă din cadrul ordinului Tubulidentata este porcul de pământ (Orycteropus afer).

## Specii
Sunt recunoscute patru specii:
- Orycteropus afer (Pallas, 1766) - porcul de pământ - din paleolitic în Africa
- † Orycteropus abundulafus Lehmann, Vignaud, Likius & Brunet, 2005
- † Orycteropus crassidens MacInnes, 1955 [4] - în pleistocen în Kenya
- † Orycteropus djourabensis Lehmann, Vignaud, Mackaye & Brunet, 2004 [5] - începutul pliocenului până la începutul pleistocenului în Ciad și Kenya

Alte specii atribuite anterior Orycteropus sunt acum clasificate în genul Amphiorycteropus.